# Elmore James
Elmore James (nascido Elmore Brooks, Condado de Holmes, 27 de janeiro de 1918 – 24 de maio de 1963) foi um influente guitarrista, cantor e compositor americano de blues. Conhecido como "O Rei da Guitarra Slide", Elmore tinha um estilo único no instrumento, e celebrizou-se pelo seu uso de amplificação em volumes elevados e por sua voz comovente. Era sobrinho de Homesick James, que afirmava ter ensinado Elmore a tocar guitarra. Foi considerado o 30° maior guitarrista de todos os tempos pela revista Rolling Stone.

## Biografia
Começou sua carreira musical no Mississipi junto com o gaitista Sonny Boy Williamson II, ficaram juntos por vários anos até que conseguiu seu primeiro contrato para gravação em 1951. Nesta época se mudou para Chicago onde iniciou carreira solo acompanhado pelo grupo “The Broomdusters”.
Seu estilo rude e apaixonado se distinguia pelo som característico do slide blues, que se pode curtir nas músicas como “Dust My Brown”, “I Believe” e “It Hurts Me Too.
O estilo de Elmore James influênciou vários músicos de Blues e Rock como Jeremy Spencer do Fleetwood Mac, Brian Jones do Rolling Stones, Alan Wilson do Canned Heat, Stevie Ray Vaughan, Michael Bloomfield, Eric Clapton, Duane Allman e John Mayall. É lembrado pelos Beatles na música For You Blue do disco Let It Be.

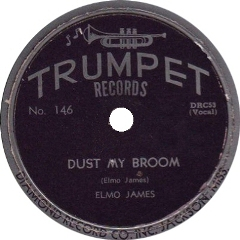
Selo do single Dust my Broom

Autor de uma considerável quantidade de blues, muitas dessas músicas receberam versões de astros famosos. “Dust my broom” foi gravado por Fleetwood Mac, “Bleeding Heart” por Jimi Hendrix, “Rollin´n´tumblin” por Canned Heat e Eric Clapton entre outros.
Faleceu aos 45 anos, em 24 de Maio de 1963, vítima de um ataque cardíaco, deixando um legado musical considerável. Encontra-se sepultado no Newport Missionary Baptist Church Cemetery, Mississípi no Estados Unidos.

## Discografia

### Singles
Elmore gravou numa era em que poucos artistas de blues gravavam álbuns. O único LP que lançou em vida, em 1961, foi uma compilação de antigos singles gravados pelos Bihari Brothers (juntamente com Howlin' Wolf e B.B. King) -  Blues After Hours (Crown 5168), relançada diversas vezes depois de sua morte.
- 1951  "Dust My Broom" b/w "Catfish Blues" [Bobo Thomas, sem Elmore] (Trumpet 146 [78])
- 1952  "I Believe" b/w "I Held My Baby Last Night" (Meteor 5000)
- 1953  "Baby, What's Wrong" b/w "Sinful Women" (Meteor 5003)
- 1953  "Early In The Morning" b/w "Hawaiian Boogie"  (Flair 1011)
- 1953  "Country Boogie" b/w "She Just Won't Do Right"  (Checker 777)
- 1953  "Can't Stop Lovin" b/w "Make A Little Love" (Flair 1014)
- 1953  "Please Find My Baby" b/w "Strange Kinda' Feeling"  (Flair 1022)
- 1954  "Hand In Hand" b/w "Make My Dreams Come True"  (Flair 1031)
- 1954  "Sho Nuff I Do" b/w "1839 Blues"  (Flair 1039)
- 1954  "Dark And Dreary" b/w "Rock My Baby Right"  (Flair 1048 [78])
- 1954  "Sunny Land" b/w "Standing At The Crossroads"  (Flair 1057)
- 1955  "Late Hours At Midnight" b/w "The Way You Treat Me"  (Flair 1062)
- 1955  "Happy Home" b/w "No Love In My Heart"  (Flair 1069)
- 1955  "Dust My Blues" b/w "I Was A Fool" (Flair 1074)
- 1955  "I Believe My Time Ain't Long" b/w "I Wish I Was A Catfish" (Ace 508 [re-release of Trumpet 146])
- 1955  "Blues Before Sunrise" b/w "Good Bye"  (Flair 1079)
- 1956  "Wild About You" b/w "Long Tall Woman"  (Modern 983)
- 1957  "The 12 Year Old Boy" b/w "Coming Home" (Chief 7001 & Vee Jay 249)
- 1957  "It Hurts Me Too" b/w "Elmore's Contribution To Jazz"  (Chief 7004)
- 1957  "Elmore's Contribution To Jazz" b/w "It Hurts Me Too"  (Vee Jay 259)
- 1957  "Cry For Me Baby" b/w "Take Me Where You Go"  (Chief 7006 & Vee Jay 269)
- 1959  "Make My Dreams Come True" [re-release of Flair 1031 'B'side] b/w "Bobby's Rock"  (Fire 1011)
- 1960  "Dust My Blues" [re-release of Flair 1074] b/w "Happy Home" [relançamento de Flair 1069] (Kent 331)
- 1960  "The Sky is Crying" b/w "Held My Baby Last Night"  (Fire 1016)
- 1960  "I Can't Hold Out" b/w "The Sun is Shining" (Chess 1756)
- 1960  "Rollin' And Tumblin'" b/w "I'm Worried" (Fire 1024)
- 1960  "Knocking At Your Door" b/w "Calling All Blues" [by Earl Hooker/Junior Wells] (Chief 7020)
- 1960  "Done Somebody Wrong" b/w "Fine Little Mama"  (Fire 1031)
- 1961  "Look On Yonder Wall" b/w "Shake Your Moneymaker"  (Fire 504)
- 1962  "Stranger Blues" b/w "Anna Lee" (Fire 1503)
- 1962/3? "The Sky is Crying b/w Held My Baby Last Night [relançamento de  Fire 1016] (Down Home 775/6)
- 1964  "Dust My Blues" b/w "Happy Home" [re-release of Kent 331] (Kent 394)
- 1964  "Dust My Blues" b/w "Happy Home" [re-release of Kent 394] (Sue 335)
- 1965  "Bleeding Heart" b/w "It Hurts Me Too"  (Enjoy 2015 [1ª ed.])
- 1965  "It Hurts Me Too" b/w "Pickin' The Blues"  (Enjoy 2015 [2ª ed.])
- 1965  "My Bleeding Heart" b/w "One Way Out"  (Sphere Sound 702])
- 1965  "It Hurts Me Too"  b/w "Bleeding Heart" (Sue 383)
- 1965  "Bleeding Heart" b/w "Mean Mistreatin' Mama"  (Enjoy 2020)
- 1965  "Knocking At Your Door" b/w "Calling All Blues" [relançamento de Chief 7020] (Sue 392)
- 1965  "Look On Yonder Wall" b/w "Shake Your Moneymaker" (Enjoy 2022)
- 1965  "The Sky is Crying" [re-release] b/w "Standing At The Crossroads" [take alt.] (Flashback 15)
- 1965  "Standing At The Crossroads" b/w "Sunnyland" [re-release of Flair 1057] (Kent 433)
- 1965  "Everyday I Have The Blues" b/w "Dust My Broom" [# 4] (Enjoy 2027)
- 1965  "Cry For Me Baby" b/w "Take Me Where You Go" [re-release of Chief 7006] (U.S.A. 815)
- 1965/6?  "Cry For Me Baby" b/w "Take Me Where You Go" [re-release of Chief 7006] (S&M 101)
- 1966  "Shake Your Money Maker" b/w "I Need You" (Sphere Sound 708)

### Álbuns originais
- 1961  Blues After Hours (Crown 5168)
- 1965  The Best Of (Sue 918 [UK])
- 1965  The Sky is Crying  (Sphere Sound 7002)
- 1965  Memorial Album  (Sue 927 [UK])
- 1966  The Blues In My Heart, The Rhythm In My Soul (relançamento de Blues After Hours) (United 716) and (Custom 2054)
- 1967  Original Folk Blues  (Kent 5022)
- 1967  I Need You  (Sphere Sound 7008)
- 1968  The Late Fantastically Great (relançamento de Blues After Hours)(Ember 3397 [UK])
- 1968  Tough (gravações da Chess + faixas de John Brim) (Blue Horizon 7-63204 [UK])
- 1968  Something Inside of Me  (Bell 104 [UK])
- 1969  The Legend Of Elmore James  (Kent 9001)
- 1969  Elmore James  (Bell 6037)
- 1969  Whose Muddy Shoes (+ tracks by John Brim) (Chess 1537)
- 1969  The Resurrection Of Elmore James  (Kent 9010)
- 1969  To Know A Man - álbum duplo (Blue Horizon 7-66230 [UK])

### Compilações
- Charly Blues Masterworks Volume 28: Standing at the Crossroad (1993)
- The Sky Is Crying: The History Of Elmore James (1993)
- Rollin' And Tumblin' (1999)
- Legends Of Blues, Pickin' The Blues ; The Greatest Hits (2002)
- King of the Slide Guitar: The Complete Trumpet, Chief and Fire Sessions (2005)
- A Proper Records Introduction to Elmore James: Slide Guitar Master (2006)